# NBC偵察車
NBC偵察車（エヌビーシーていさつしゃ）は、陸上自衛隊のNBC（核・生物・化学）兵器対処用の装輪装甲車（NBC偵察車両）である。小松製作所製造。
軽装甲機動車や中距離多目的誘導弾と同様に、制式化ではなく部隊使用承認の形で採用されているため、○○式という名称は付けられていない。

## 概要
陸上自衛隊の、NC（核・化学）兵器対処用の装備である化学防護車と、B（生物）兵器対処用の装備である生物偵察車を一本化したNBC兵器対処用の後継車両であり、化学科に配備される。
NBC兵器による広域にわたる汚染地域などの状況を検知・識別機材などにより偵察を行い、必要な情報を収集する事で早期に状況を解明し、適切な対応を取る事で影響・被害を抑える事を目的に開発された。
開発は2005年（平成17年）度に開始され、2009年（平成21年）度に完了した。2010年（平成22年）度予算より調達が開始されている。1両当たりの単価は約6.3億円である。
2013年4月の時点で中央特殊武器防護隊に7両、第6特殊武器防護隊に2両配備されている。

## 特徴

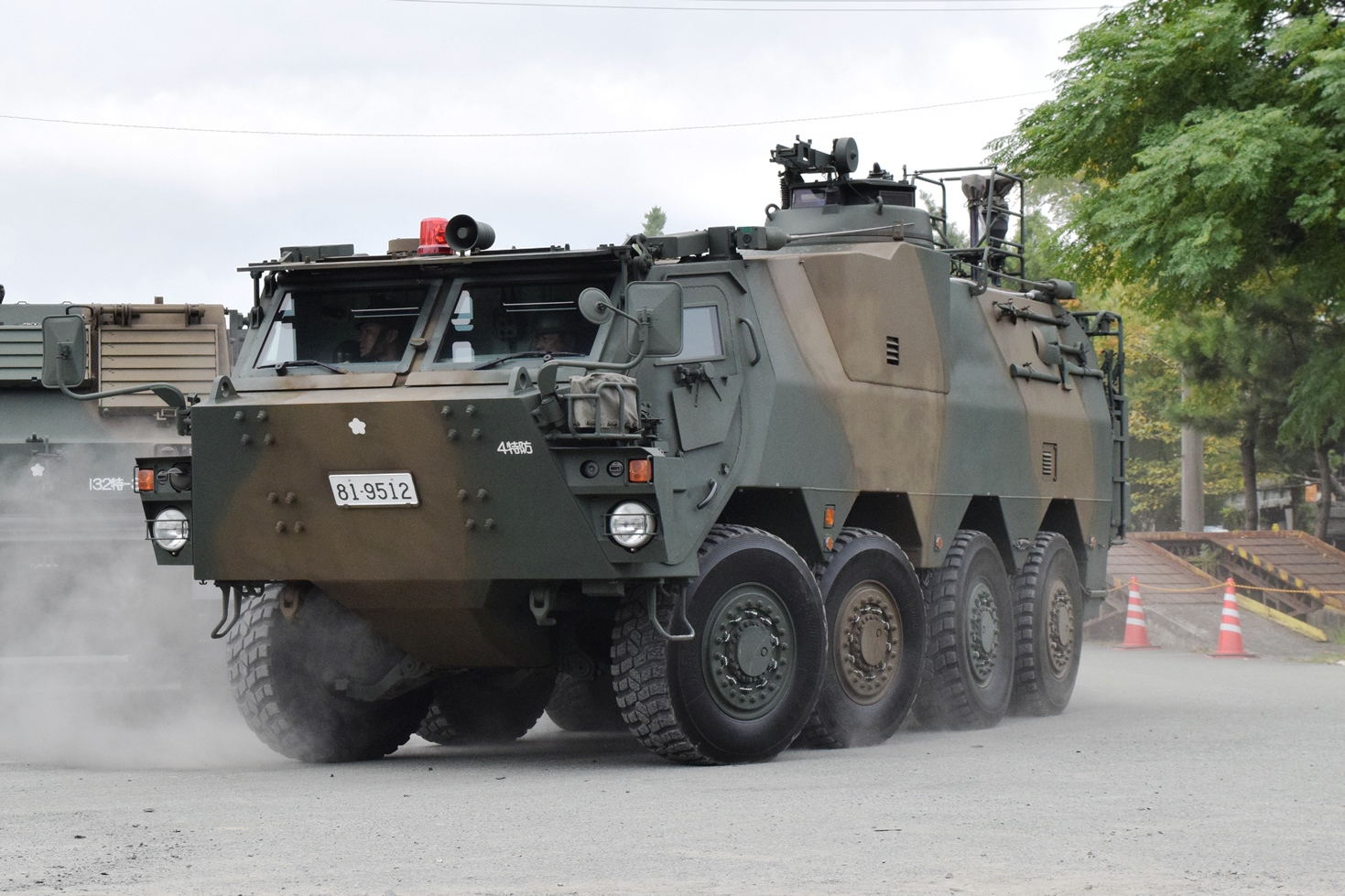
前4輪にて操向するNBC偵察車

4軸8輪の大型装甲車両で、前任装備である化学防護車の全長6.1m・全高2.38mに対し、本車は全長が8mと長く、全高も3.2mあるなどNBC兵器分析機器のための車内容積も充分に取られている。NBCフィルタにより車内は清浄化されており、中性子線などに対する放射線防護方法も考慮されている。4軸のうち前2軸の4輪が操輪される機構になっていることが、防衛省防衛装備庁のサイトに掲載されている画像で判断できる。自衛武装として車体中央上部左側に遠隔操作式の12.7mm重機関銃M2 1基を有する。
化学防護車もそうであるように、NBC偵察車両はNBC汚染下の各種地形で活動できる防護装備と機動性を有し、かつ種々の観測・分析機材を搭載できる大きな容積を確保しうる装甲兵員輸送車の派生型とされることが多く、本車両のように専用の装甲車体を開発した例は他に無い。日本では法令、およびそれに準拠した道路環境により、車体幅2.5mと諸外国の軍用装甲車に比べ、狭く抑えたサイズでなければ運用に制約が伴うという事情にもよる。
化学防護車と生物偵察車の一本化及び将来の装輪戦闘車両ファミリーとの共通化を図る事により運用性が向上するほか、整備コストやライフサイクルコストの抑制が可能になるとされている。
化学防護車で検体等の採取用に車体後部に設けられていた大型のマニピュレーターは細かい作業に不向きで扱い辛い上に故障等も多く、現場からは不評であった。この為、本車ではコスト削減も兼ねてマニピュレーターの装備は見送られた。代わりに車体後部にグローブボックスのような機能を持つモジュールが設置され、これを用いて車内から安全に検体等の採取を行える様になっている。

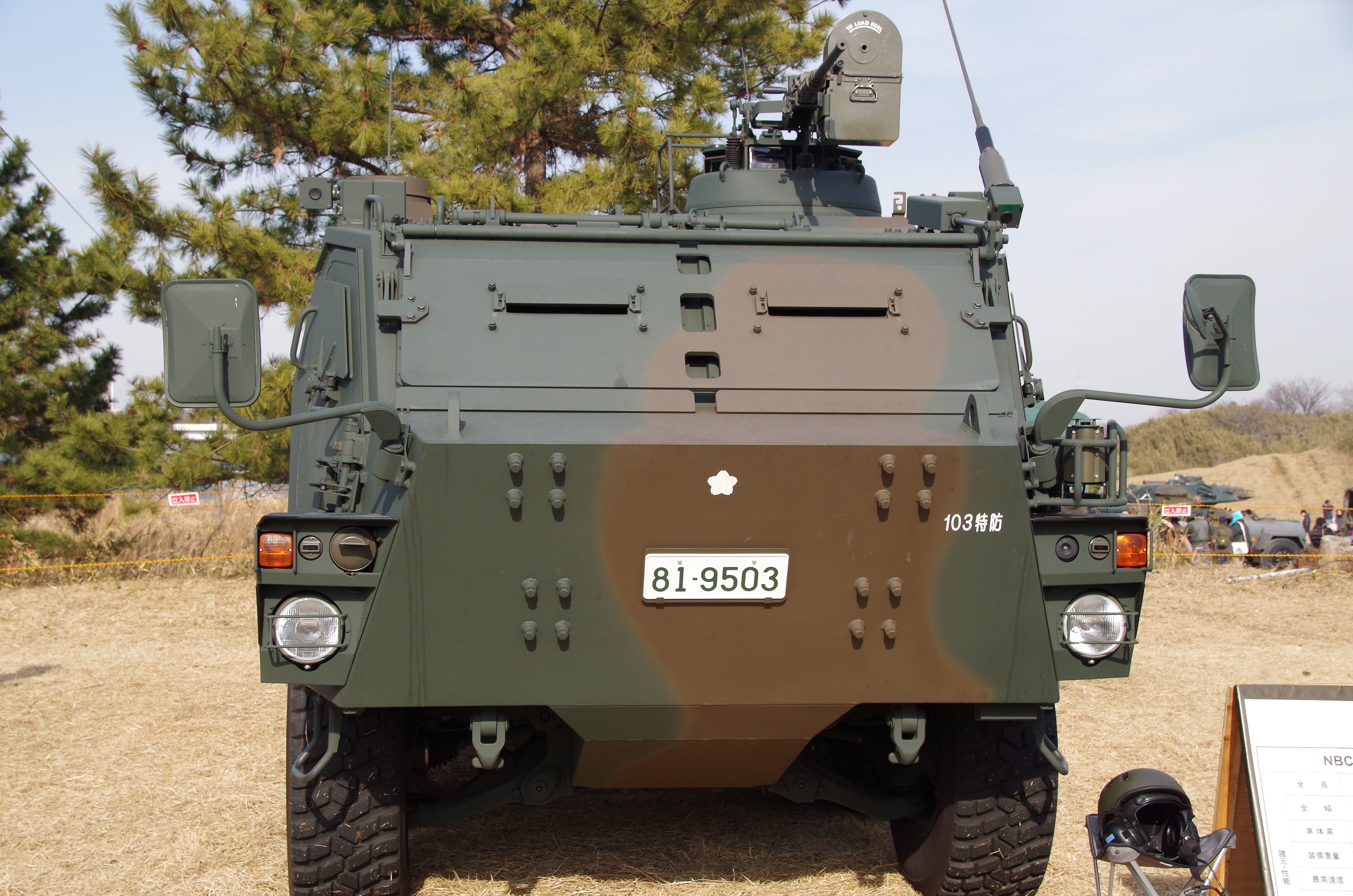
前面
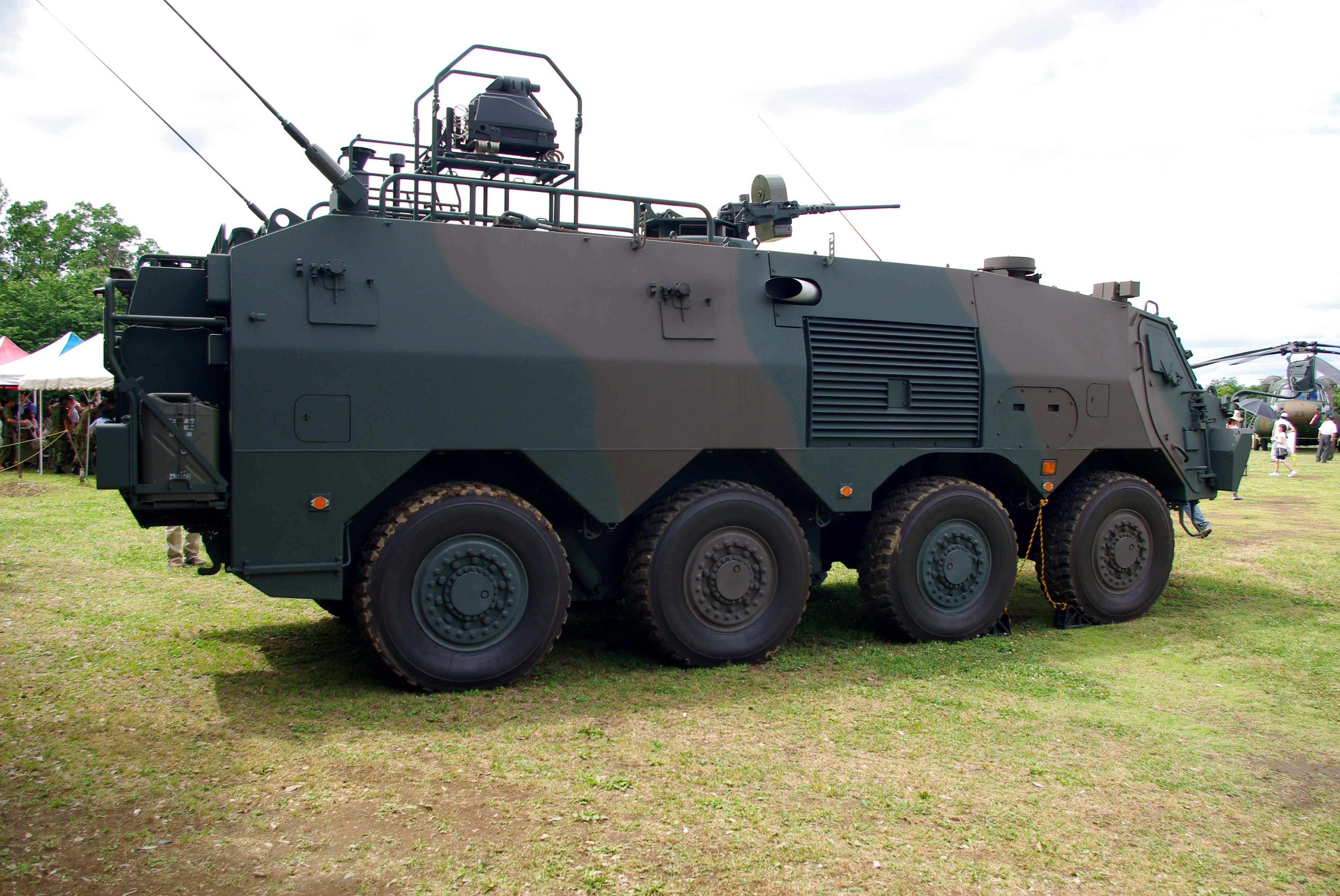
側面
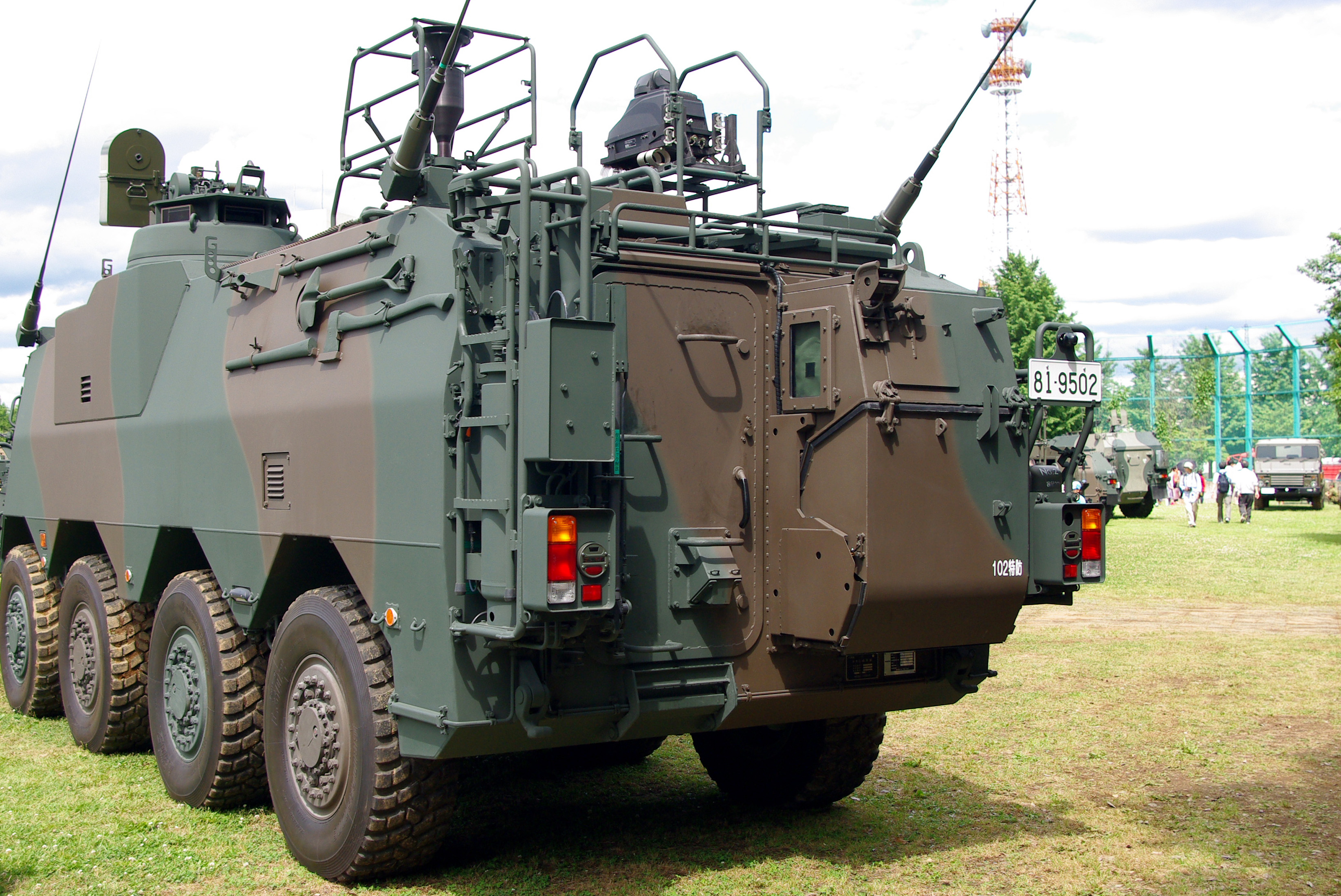
後面
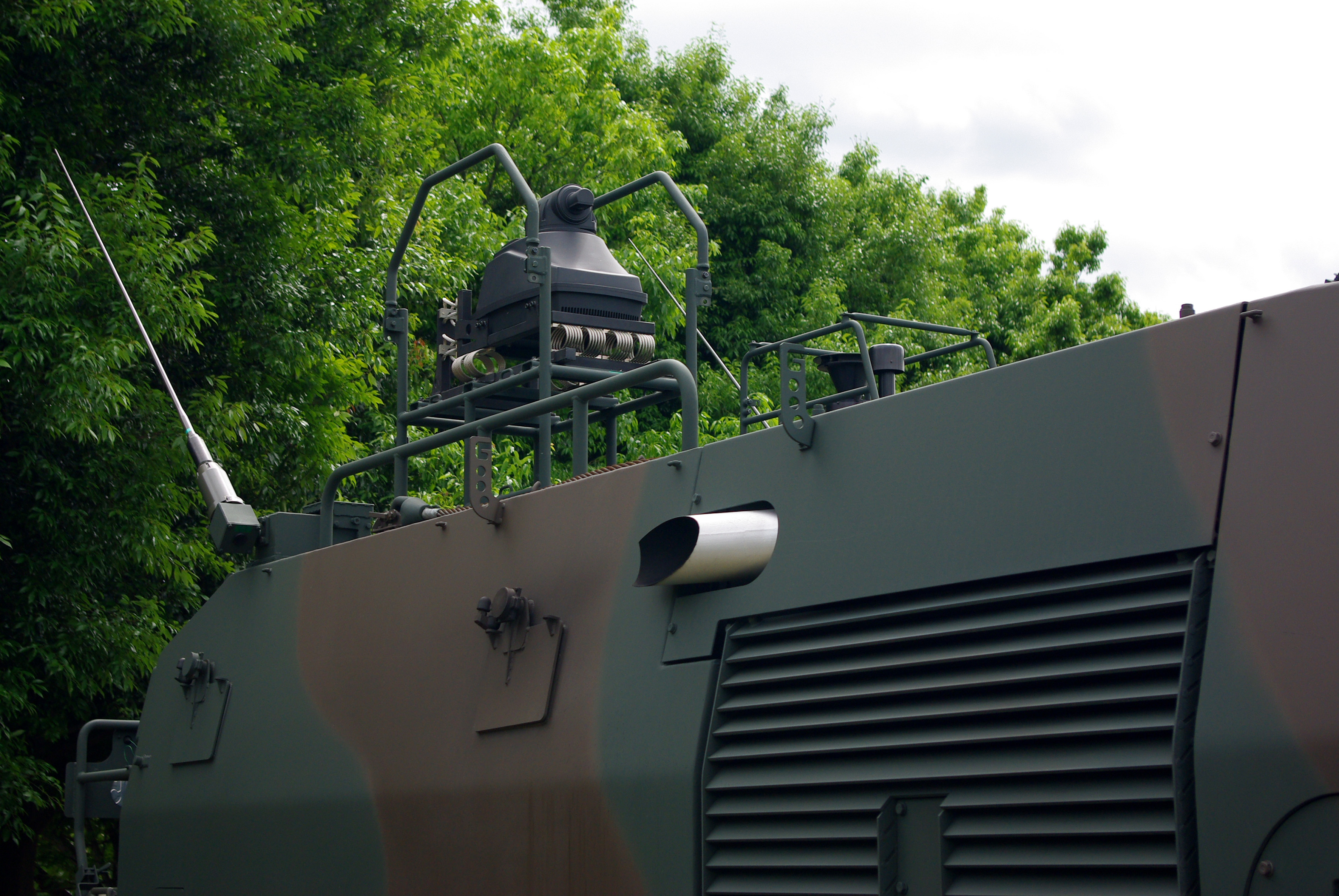
車体上部の化学剤監視装置
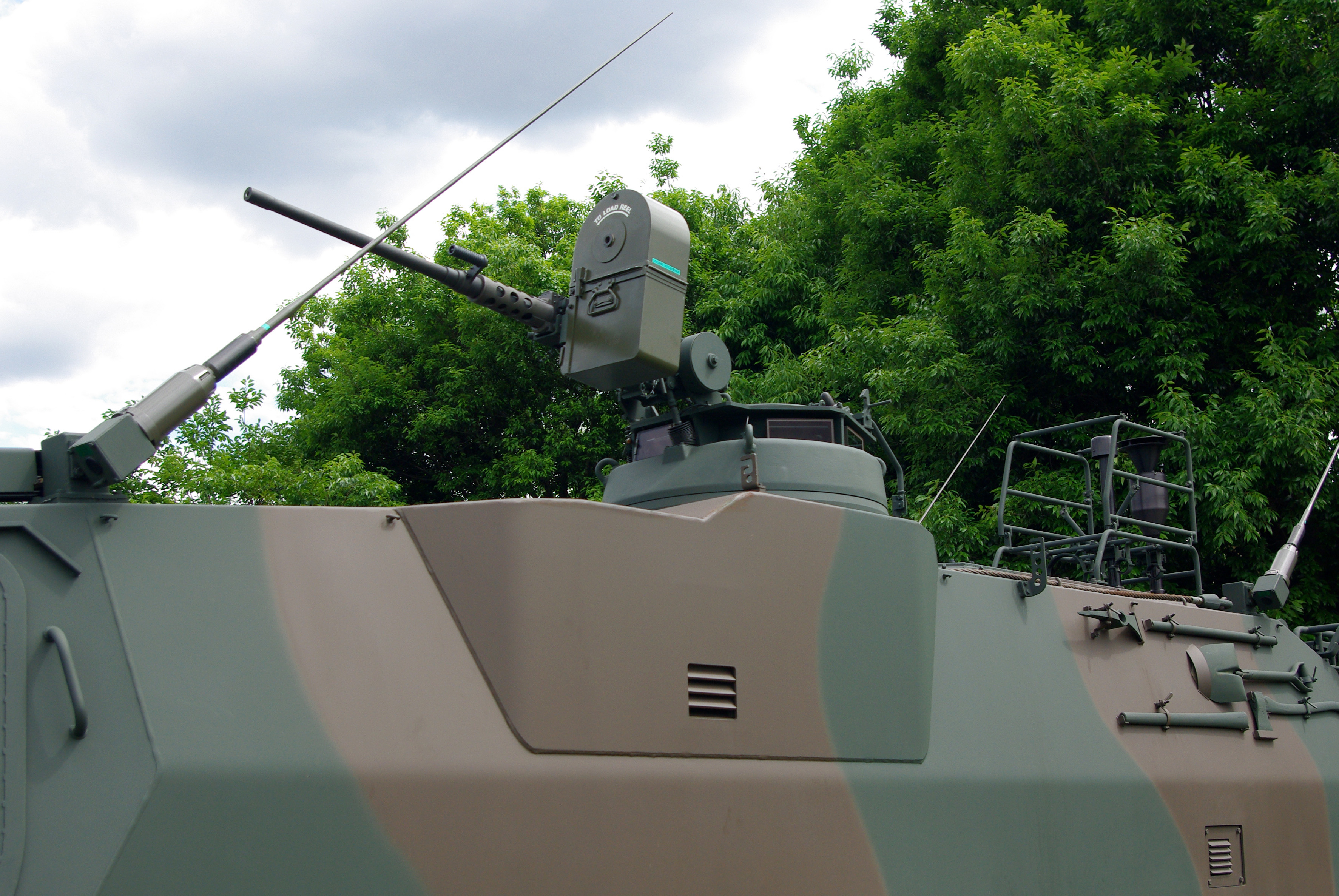
車体上部に機銃を有する
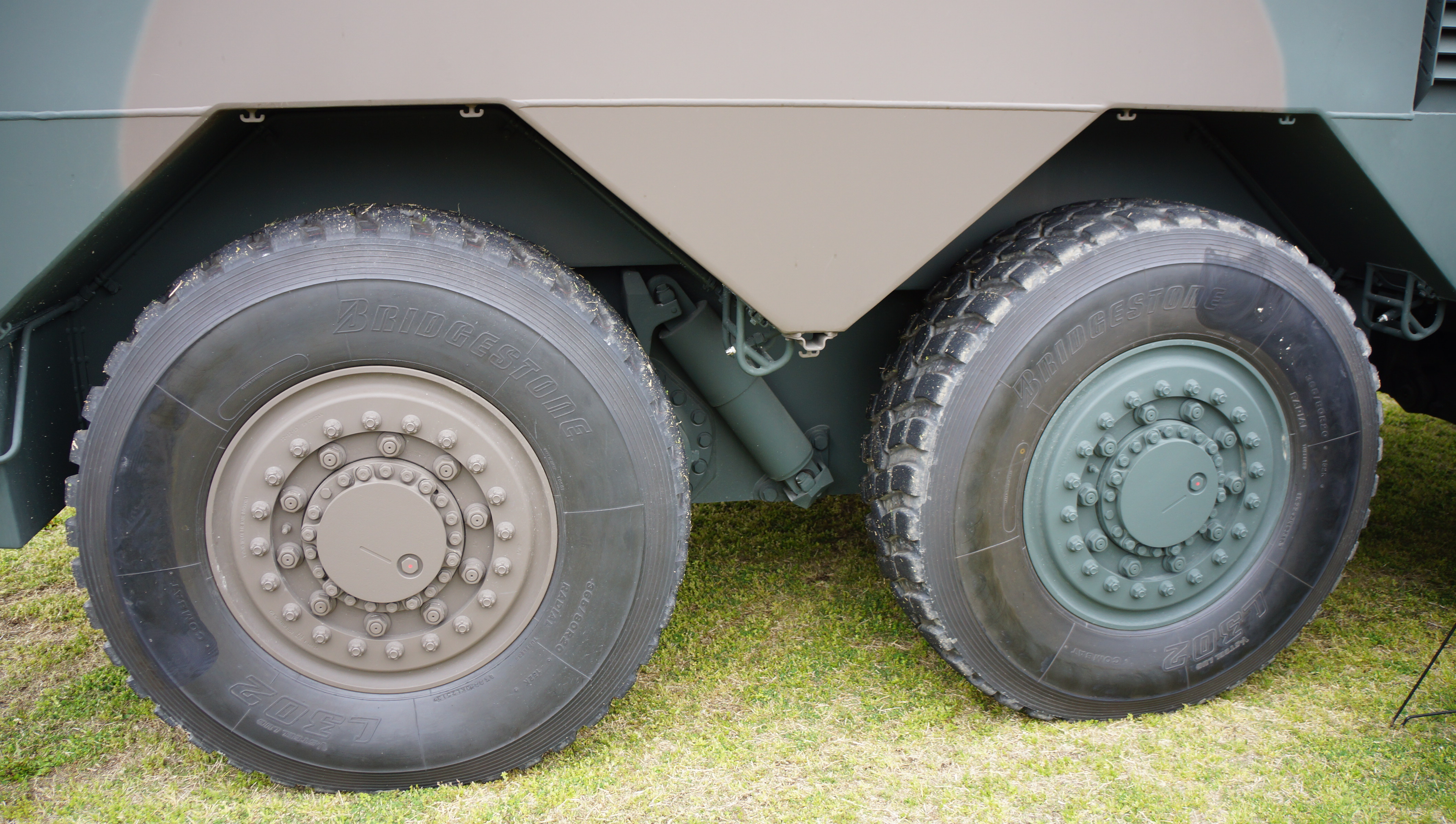
車輪前には洗浄装置がある

## 調達
| 予算計上年度         | 調達数             |
| -------------------- | ------------------ |
| 平成22年度（2010年） | 3両                |
| 平成23年度（2011年） | 2両+3次補正予算9両 |
| 平成25年度（2013年） | 2両                |
| 平成26年度（2014年） | 1両+1両            |
| 平成27年度（2015年） | 0両+1両            |
| 合計                 | 19両               |

最終的に約50両が調達される予定となっている。
2024年度（令和6年度）予算においてNBC偵察車の廃止が盛り込まれた。

## 配備

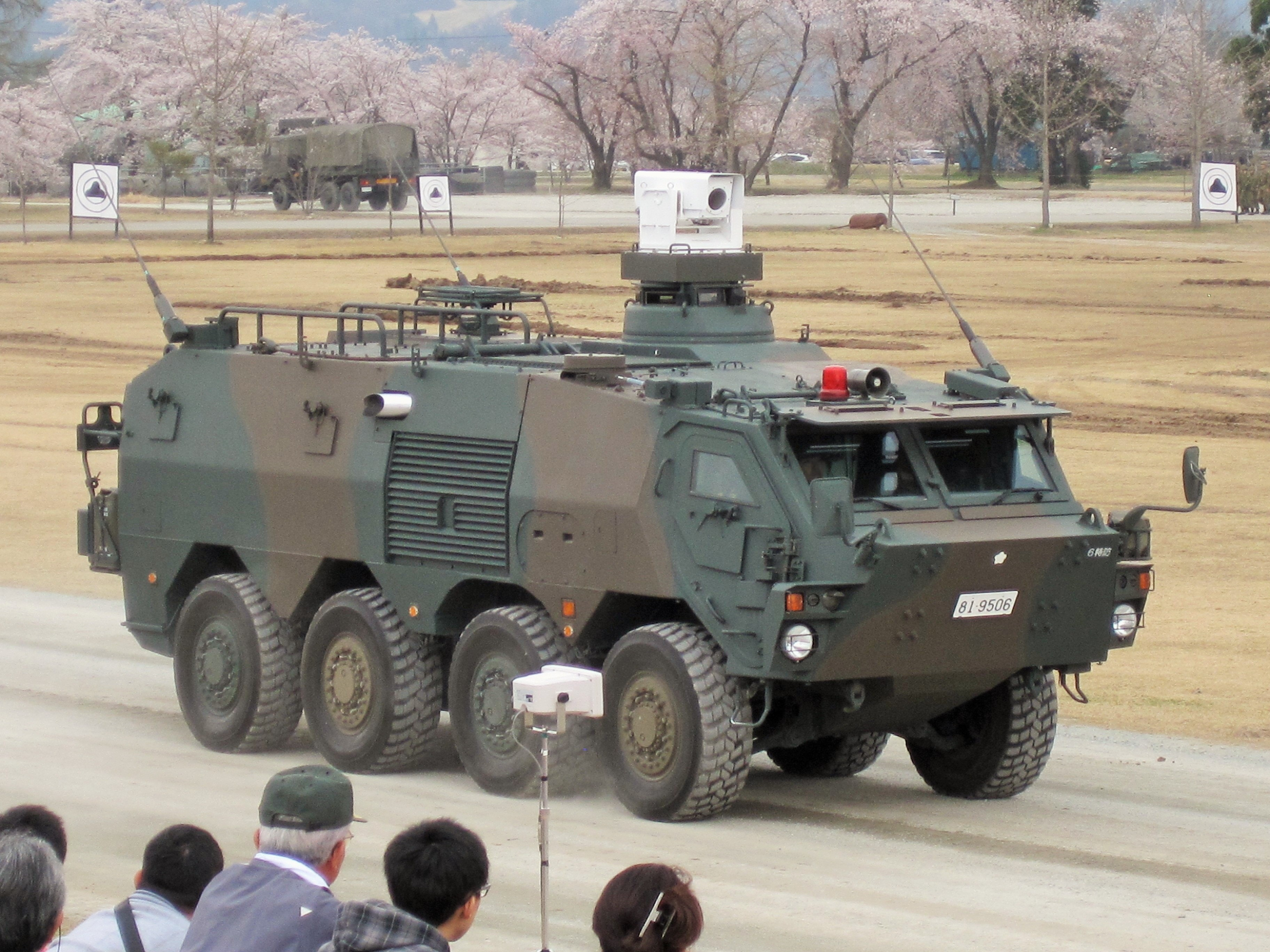
第6特殊武器防護隊所属のNBC偵察車
車体上面には機関銃ではなく、放射線測定器が備わっている

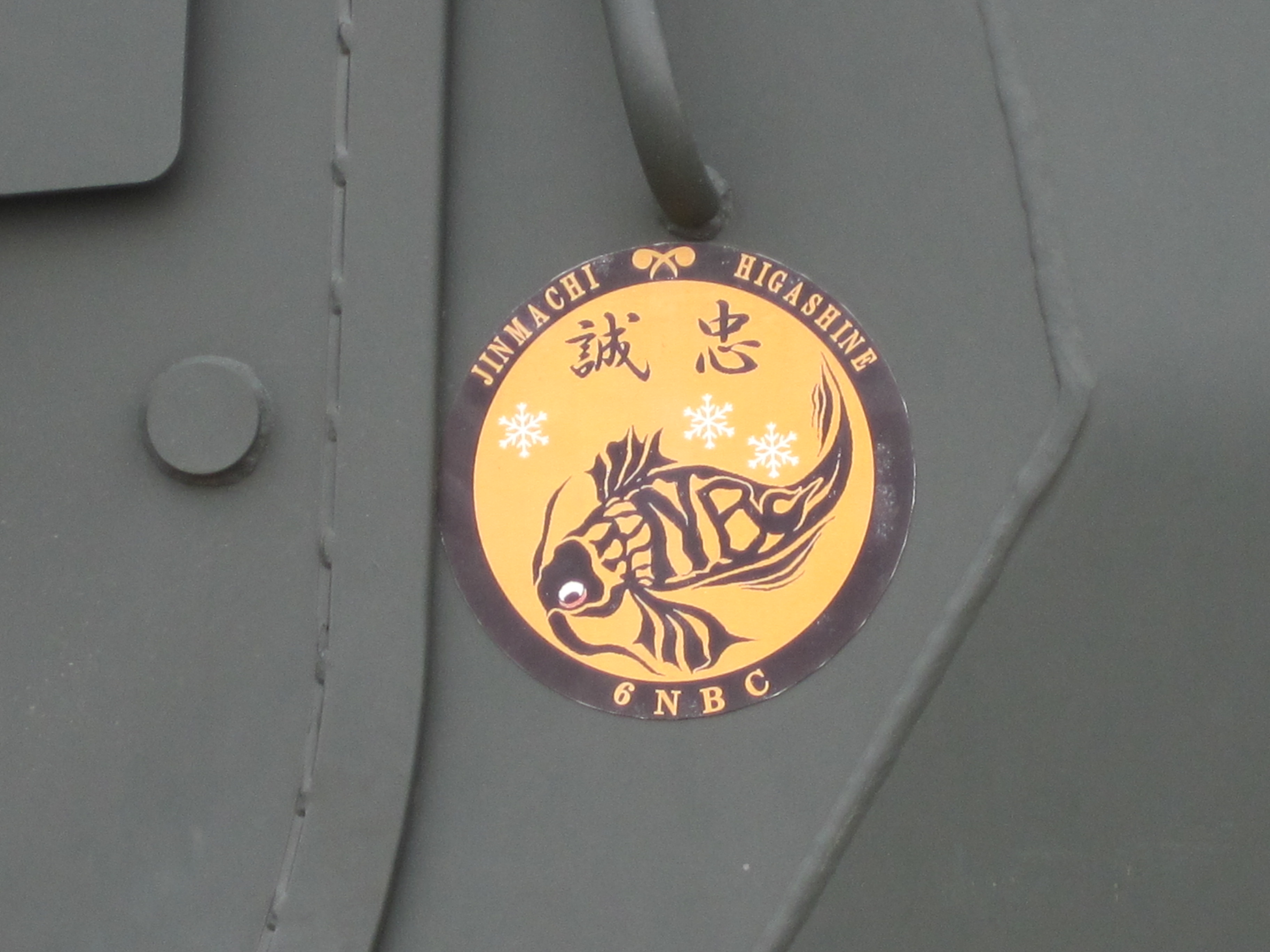
車体前方側面に張り付けられた、第6特殊武器防護隊のロゴ

陸上自衛隊化学学校（大宮駐屯地）
- 化学教導隊

陸上自衛隊武器学校（土浦駐屯地）
- 武器教導隊

陸上総隊
- 中央特殊武器防護隊（大宮駐屯地）

東北方面隊
- 第6師団
  - 第6特殊武器防護隊（神町駐屯地）

中部方面隊
- 第3師団
  - 第3特殊武器防護隊（千僧駐屯地）

西部方面隊
- 第4師団
  - 第4特殊武器防護隊（福岡駐屯地）
- 第15旅団
  - 第15特殊武器防護隊（那覇駐屯地）

## 登場作品

### 映画
『シン・ゴジラ』
日本映画初登場。立川広域防災基地内に配置される。

### アニメ・漫画
『ガールズ&パンツァー』
TVアニメ版第6話に戦車教導隊所属車両として登場。隊員たちを戦車道大会の会場まで輸送する。
『ゲート 自衛隊 彼の地にて、斯く戦えり』
漫画版第61話に登場。10式戦車や90式戦車などと共に異世界「特地」側の「門（ゲート）」を強襲する。
『まりかセヴン』
第18話に登場。1トン半救急車とともに、怪獣撃破後の防疫作業を行う。